# HN-5 (ミサイル)
HN-5（紅纓-5、中国語: 红缨五号、英: Hong-Ying-5）は、中華人民共和国で開発された携帯式地対空ミサイル・システム（MANPADS）である。ソビエト連邦の9K32をベースとして開発したもので、中華人民共和国の対空ミサイルとしては、第一世代に相当する。
1980年代の開発時点で、ベースが1960年代の9K32であったことから当初より限界が指摘されており、幾度かの性能向上が試みられると共に後継ミサイルであるQW-1、HN-6等が開発されている。

## 型
HN-5
初期型、9K32のコピーと見なされている。
HN-5A
性能向上型。射程、射角の改善が行われたとされている。
HN-5B
5Aの性能向上型。
HN-5C
車載型